# Camillo Fenili
Camillo Fenili (Bérgamo, Provincia de Bérgamo, Italia, 11 de noviembre de 1904 - Seriate, Provincia de Bérgamo, Italia, 17 de marzo de 1973) fue un futbolista italiano. Se desempeñaba en la posición de delantero.

## Clubes
| Club            | País   | Año         |
| --------------- | ------ | ----------- |
| Atalanta B. C.  | Italia | 1919 - 1925 |
| Juventus F. C.  | Italia | 1925 - 1927 |
| S. S. Lazio     | Italia | 1927 - 1928 |
| S. S. C. Napoli | Italia | 1928 - 1931 |
| Juventus F. C.  | Italia | 1931 - 1932 |
| Cosenza Calcio  | Italia | 1932 - 1934 |
| Atalanta B. C.  | Italia | 1934 - 1935 |

## Palmarés

### Campeonatos nacionales
| Título  | Club           | País   | Año     |
| ------- | -------------- | ------ | ------- |
| Serie A | Juventus F. C. | Italia | 1925-26 |
| Serie A | Juventus F. C. | Italia | 1931-32 |